# 洗版
洗版（英语：flooding），廣義指在網上論壇、留言板、BBS、即时聊天室、网络游戏聊天系统（公頻）以及拍賣網站等短时间内发送大量信息，專指重复發送相同的内容。在網路遊戲的聊天系統短時間內發表重複或無意義內容又叫洗頻或洗畫面。狹義（炸版）則指利用大量發文對伺服器進行攻擊。

## 刷屏现象

### 文字刷屏

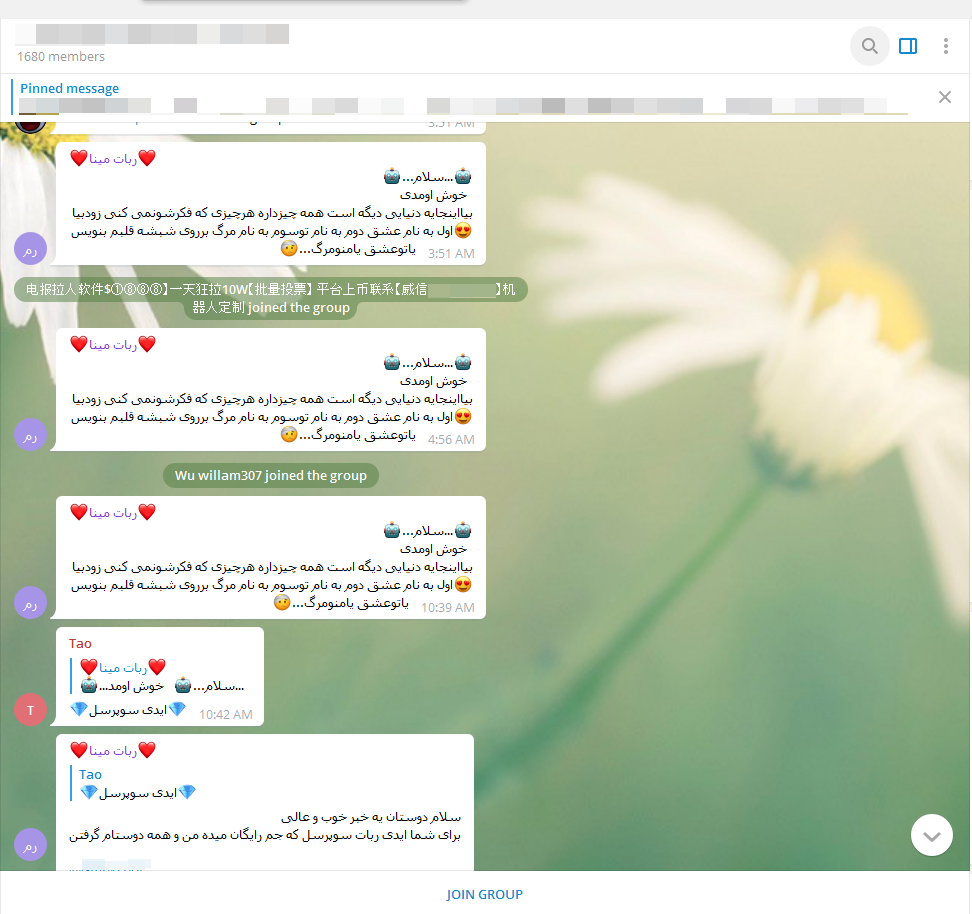
波斯语垃圾广告在Telegram聊天群中刷屏。

在各种论坛中，新发的帖子，或者有新回复的帖子会被置于版面的最上方，一些人利用这个便利，短时间内新建大量无价值的帖子，以充满整个版面。亦或在一个帖子内重复回复，以保证该帖较长时间置于顶端。

### 图片刷屏
此类刷屏常见于即时聊天系统，一些用户常在讨论激烈进行时发出一些与内容无关的图片，且图片一般尺寸较大，使聊天版面暂时被清空。

### 防范策略
由于刷屏影响其他人正常使用论坛和聊天系统，论坛和聊天系统的拥有者通常会采取措施杜绝此类现象。在一些论坛中，有新進用户不能发表新帖，或者一段时间内不能发言的规定，其后，又加入了发帖时间间隔的限制。
而在即时聊天系统中，存在两种方式，一种是检测发言内容，阻止短时间内重复的发言，但发言者往往修改个别字句以逃过检测。而第二种则是规定发言间隔時間。
对于图片刷屏，比较通用的办法是限制每位用户的每日发图数量。

## 炸版

### 炸版造成的影響
近年，網上論壇大部分也轉用了Discuz!版本，這系列的論壇由於運用PHP、mySQL等技術，對於炸版的防禦力相對較強。
早年大部分網上論壇也選用LeoBBS（早前的leoboard）。由於這系列的論壇運用嚴重消耗資源的CGI的perl技術，新文章會直接增加伺服器上檔案的大小及數量，因此洗版對其有較大破壞力。
在LeoBBS廣泛被使用的時期，炸版對論壇的破壞力可跟黑客相若。當年部分大型網上論壇也因為被炸版而令伺服器及資料嚴重受創，被迫關閉論壇數天處理。

### HTML語法
一些沒有禁止HTML語法使用的留言版很易被炸版造成嚴重破壞，最簡單的破壞就是放大字型，令瀏覽者無法進入或當機。
如果留言版沒有偵察危險語法的功能，留言版就可被炸版者輕易攻擊至無法進入。
然而，由於留言版（無論CGI/PHP）消耗系統資源不大，相關檔案也比較小，此方法的炸版較難對留言版造成嚴重傷害。
此方法對論壇是不管用的，因為絕大部份論壇也禁止會員直接使用HTML。

### JavaScript語法
部份留言版沒有禁止使用某些JavaScript語法，而事實上配合JavaScript的炸版攻擊比單純用HTML的攻擊更有破壞力，因為JavaScript語法可以達到很多HTML語法做不到的效果，例如加入不斷開議新視窗的JavaScript語法。這種語法在HTML中很容易會被系統偵測為危險語法而被禁止。但是在JavaScript語法中，只運用基本語法便可以達到如此效果。換句話而言，相同的攻擊效果但換上不同的語言，可導致系統錯判而達到強勁的攻擊效果。
JavaScript語法一般而言也會被留言版禁止。網上論壇則全部也基於安全起見，禁止會員使用JavaScript語法。

### 其他
某些攻击者会匿名注册一些账号，并有意发布淫秽、侵犯著作权、针对政府的诽谤等内容，随后向警方或虚拟服务器提供商检举该网站。这种攻击方法常见于对互联网管制较高的国家或地区。